# Bezzia nigerrima
Bezzia nigerrima är en tvåvingeart som först beskrevs av Haeselbarth 1965.  Bezzia nigerrima ingår i släktet Bezzia och familjen svidknott. Inga underarter finns listade i Catalogue of Life.